# Swertia macrosepala
Swertia macrosepala är en gentianaväxtart. Swertia macrosepala ingår i släktet Swertia och familjen gentianaväxter.

## Underarter
Arten delas in i följande underarter:
- S. m. macrosepala
- S. m. microsperma